# Afrodita Hipolimpidia
Afrodita Hipolimpidia (en griego antiguo: Ἀφροδίτη Ὑπολυμπιδία, romanizado: Aphrodítē Hupolumpidía, lit. 'Afrodita desde abajo del Monte Olimpo') es una escultura griega de mármol del siglo II a. C.  de tamaño inferior al natural que representa a Afrodita, la diosa griega de la belleza y el deseo. Fue descubierta en el templo de Isis en Díon, una ciudad de la región de Macedonia en el norte de Grecia. Actualmente se expone en el Museo Arqueológico de Díon con el número de inventario 383.

## Historia
La estatua se creó en torno a 150-100 a. C., siguiendo el modelo de una estatua de tamaño natural identificada como Afrodita Hegemone; este tipo de estatuaria, conocida en el pasado como Afrodita Tiepolo, fue especialmente popular durante el período helenístico. Según una inscripción, la estatua fue encargada por una liberta llamada Antestia lucunda en honor de Afrodita y los romanos que se asentaron en Díon. Eso tuvo lugar en torno a las primeras fases de la construcción del templo de Isis, sin embargo no está claro si existía un culto a Afrodita Hipolimpidia antes de la época imperial, y la diosa no es conocida en ningún otro lugar de Díon o Macedonia. Es posible que la estatua se encontrara originalmente en otro santuario de la ciudad y fuera trasladada durante las reformas de Antestia.
La base de la estatua se creó mucho más tarde, en el siglo II d. C., para poder colocarla en el santuario de la diosa durante las obras de reconstrucción del templo en la primera década de 100 d. C. La estatua se encontraba posiblemente en el lugar central de su templo.
Las primeras excavaciones en Díon tuvieron lugar en 1931, y una segunda en 1973 bajo la supervisión del profesor Demetrios Pandermanlis, cuando se descubrió la estatua. La cabeza y la base se encontraron en el templo de Afrodita Hipolimpidia, mientras que el resto del cuerpo estaba en un canal cercano al templo de Isis.

## Descripción
Afrodita lleva un quitón y está de pie sobre una roca, junto al tronco de un árbol (soporte de la escultura de mármol), con la cabeza ligeramente inclinada hacia abajo. Lleva el pelo atado en la parte superior de la cabeza, recogido en un elaborado moño. Está relajada sobre su pierna izquierda, con la derecha relajada y suavemente flexionada. Coloca la mano izquierda en la cintura. Lleva un quitón transparente, mientras que el himatión que envuelve su torso y muñeca cae holgadamente sobre la pierna derecha. Aunque Afrodita está vestida, su cuerpo y su posición muestran un inconfundible cariz erótico y sexual.
La estatua es de tamaño inferior al natural, 113 cm de alto y 49 cm de ancho, y está hecha de mármol. Le falta el brazo derecho y parte del pie derecho. La cabeza, originalmente rota, tuvo que volver a colocarse.